# Pseudolynchia
Pseudolynchia är ett släkte av tvåvingar. Pseudolynchia ingår i familjen lusflugor.
Kladogram enligt Catalogue of Life och Dyntaxa:
| Pseudolynchia | \| \| Pseudolynchia brunnea \| \| \| \| \| \| Pseudolynchia canariensis \| \| \| \| \| \| Pseudolynchia garzettae \| \| \| \| \| \| Pseudolynchia mistula \| \| \| \| \| \| Pseudolynchia serratipes \| \| \| \| |
|               | \| \| Pseudolynchia brunnea \| \| \| \| \| \| Pseudolynchia canariensis \| \| \| \| \| \| Pseudolynchia garzettae \| \| \| \| \| \| Pseudolynchia mistula \| \| \| \| \| \| Pseudolynchia serratipes \| \| \| \| |
|               | Pseudolynchia brunnea |
|               | |
|               | Pseudolynchia canariensis |
|               | |
|               | Pseudolynchia garzettae |
|               | |
|               | Pseudolynchia mistula |
|               | |
|               | Pseudolynchia serratipes |
|               | |